# Radymno (gmina wiejska)
Radymno (w 1973 gmina Skołoszów) – gmina wiejska w południowo-wschodniej Polsce w województwie podkarpackim, w powiecie jarosławskim. W latach 1975–1998 gmina położona była w województwie przemyskim.
Siedziba urzędu gminy mieści się w Radymnie przy ulicy Lwowskiej 38.
Według danych z GUS z 1 stycznia 2015 gminę zamieszkiwało 11 435 osób.

## Struktura powierzchni
Według danych z roku 2015 gmina Radymno ma obszar 182,18 km², w tym:
- użytki rolne – 73,7%
- grunty leśne oraz zadrzewione i zakrzewione – 18,2%
- grunty zabudowane i zurbanizowane – 6,0%
- pozostałe tereny – 2,1%

Gmina stanowi 17,73% powierzchni powiatu.

## Wójtowie
- Stanisław Ślęzak (1994–2014)
- Bogdan Ryszard Szylar (od 2014)

## Demografia

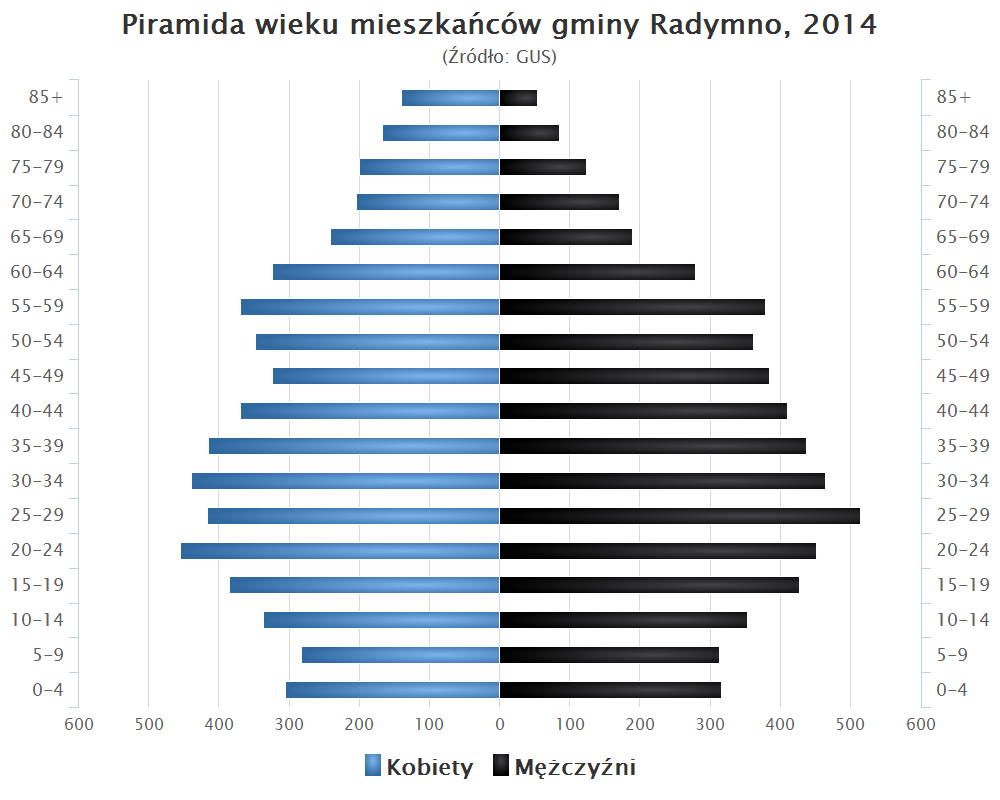
Piramida wieku mieszkańców gminy Radymno w 2014 roku

Dane wg GUS z 1 stycznia 2015
| Wyszczególnienie                  | Ogółem | Ogółem | Kobiety | Kobiety | Mężczyźni | Mężczyźni |
| Wyszczególnienie                  | osób   | %      | osób    | %       | osób      | %         |
| --------------------------------- | ------ | ------ | ------- | ------- | --------- | --------- |
| Populacja                         | 11435  | 100    | 5717    | 49,99   | 5718      | 50,01     |
| Gęstość zaludnienia (mieszk./km²) | 63     | 63     | 31      | 31      | 32        | 32        |

## Sołectwa
- Budzyń
- Chałupki Chotynieckie
- Chotyniec
- Duńkowice
- Grabowiec
- Korczowa
- Łazy
- Michałówka
- Młyny
- Nienowice
- Ostrów
- Piaski
- Skołoszów
- Sośnica
- Sośnica-Brzeg
- Święte
- Zaleska Wola
- Zabłotce
- Zamojsce[2]

## Sąsiednie gminy
Radymno, Chłopice, Jarosław (wiejska), Laszki, Orły, Stubno, Wielkie Oczy. Gmina sąsiaduje z Ukrainą.